# スレイブ
スレイブ (Slave) はアメリカ合衆国のファンク・バンド。オハイオ出身。

## キャリア
1977年に「スライド」でデビューした。スティーブ・ワシントン、マーク・アダムス、スティーブ・アーリントンらを中心とした大人数のヘビー・ファンク・バンドである。サウンド的には、特にマーク・アダムスのベースを強調した点に特徴がある。「ジャスト・ア・タッチ・オブ・ラヴ」(1979年)「ウォッチング・ユー」(1980年)などもソウル・チャートでヒットした。何枚かのアルバムのゲスト・ヴォーカルやバック・コーラスに、オーラの2人、カート・ジョーンズとスタリーナ・ヤングが参加している。スティーブ・ワシントンは後に脱退し、Pファンクのジョージ・クリントンと共同作業をおこなった。

## ディスコグラフィ
- Slave (1977年)
- The Hardness of the World (1977年)
- The Concept (1978年)
- Just a Touch of Love (1979年)
- Stone Jam (1980年)
- Show Time (1981年)
- Visions of the Lite (1982年)
- Bad Enuff (1983年)
- New Plateau (1984年)
- Unchained at Last (1985年)
- Make Believe (1987年)
- Slave 88 (1988年)
- Rebirth (1990年)
- The Funk Strikes Back (1992年)
- Masters of the Fungk (1995年)

## 関連人物
- レイクサイド（オハイオ出身）
- オハイオ・プレイヤーズ
- ミッドナイト・スター
- ザップ
- ロジャー
- ジョージ・クリントン